# Крамфорш (община)
Община Крамфорш (на шведски: Kramfors kommun) е разположена в лен Вестернорланд, североизточна централна Швеция с обща площ 1797 km2 и население 18 450 души (към 31 декември 2013). Административен център на община Крамфорш е едноименния град Крамфорш.